# 奥地利的伊达
奥地利的伊达（德語：Ida von Österreich）是奥地利一位藩侯夫人，巴本堡王朝利奥波德二世夫人，利奥波德三世的母亲。她曾带领自己的队伍参与了1101年十字军东征（软弱者的十字军东征），当年9月在小亚细亚的赫拉克利亚－锡比斯特拉遭到鲁姆苏丹国苏丹基利杰阿尔斯兰一世的伏击而阵亡。